# Station écologique de Tupinambás
La station écologique de Tupinambás (en portugais : Estação Ecológica Tupinambás) est une aire marine protégée située dans et autour de l'archipel des Alcatrazes, au large des côtes de l'État de São Paulo, au Brésil.

## Histoire
La station écologique Tupinambás est une zone de conservation fédérale couvrant 2 464 hectares, administrée par l'Institut Chico Mendes de conservation de la biodiversité. Elle est créée le 20 juillet 1987. Elle se compose de l'île de Paredão, des îlots d'Abatipossanga, Guaratingaçu, Carimacuí et Cunhambebe, et d'autres îlots et rochers, ainsi que des zones maritimes situées 1 kilomètre autour. Elle appartient aux municipalités de São Sebastião et Ubatuba dans l'État de São Paulo.

## Statut
En 2009, la station écologique est une « réserve naturelle intégrale » relevant de la catégorie Ia des zones protégées de l'UICN. Les espèces migratrices comprennent la sterne royale (Sterna maxima), le chevalier grivelé (Actitis macularia), la sterne d'Amérique du Sud (Sterna hirundinacea), le bécasseau à croupion blanc (Calidris fuscicollis), le damier du Cap (Daption capense), l'albatros hurleur (Diomedea exulans), l'océanite de Wilson (Oceanites oceanicus), le manchot de Magellan (Spheniscus magellanicus), le faucon à poitrine orange (Falco deiroleucus), le cardinal outremer (Passerina brissonii), le faucon pèlerin (Falco peregrinus), le puffin majeur (Puffinus gravis), l'albatros à sourcils noirs (Thalassarche melanophris), la baleine à bosse (Megaptera novaeangliae), le rorqual de Bryde (Balaenoptera brydei), le petit rorqual commun (Balaenoptera acutorostrata), albatros à nez jaune de l'Atlantique (Thalassarche chlororhynchos) et raie manta géante océanique (Manta birostris).
Les espèces terrestres endémiques en danger critique d'extinction comprennent la vipère à fossettes Bothrops alcatraz et les grenouilles Cycloramphus faustoi et Scinax alcatraz.